# Nataša Urbančič
Nataša Urbančič  (née le 25 novembre 1945 à Celje et morte le 22 juin 2011 dans cette même ville) est une athlète slovène, spécialiste du lancer du javelot. 
Représentant la Yougoslavie, elle se classe 4e du lancer du javelot lors des championnats d'Europe 1969. Cinq ans plus tard, elle remporte la médaille de bronze aux championnats d'Europe 1974, devancée par les Est-allemandes Ruth Fuchs et Jacqueline Todten.
Elle se classe 6e des Jeux olympiques de 1968 et 5e des Jeux olympiques de 1972.
Elle est élue sportive slovène de l'année à six reprises, de 1969 à 1974.